# Горная альциона
Горная альциона (лат. Syma megarhyncha) — вид птиц семейства зимородковых (Alcedinidae). Выделяют два подвида. Эндемик Новой Гвинеи.

## Описание
Горная альциона достигает длины 21—24 см. Самцы весят 52—60 г, а самки — от 49 до 63 г. У взрослых самцов номинативного подвида голова и нижняя часть тела рыжевато-коричневого цвета, два чёрных пятна на уздечке перед глазом и на затылке. Верхняя часть тела зеленовато-голубая, хвост тёмно-синий. Перья на крыльях чёрные с голубоватыми краями и кончиками. Клюв ярко-жёлтый с тёмным гребнем на надклювье, кончик подклювья с зазубренными краями. Радужная оболочка тёмно-коричневая; ноги и ступни тускло-жёлтые. Отличается от очень похожего вида S. torotoro более крупным размером, более крупным чёрным пятном перед глазом, и более тёмным пятном на затылке. У взрослых самок чёрная макушка; чёрные пятна на шее, соединённые в задней части шеи; более светлая нижняя часть тела. У молодых особей серовато-чёрный клюв, большая чёрная область вокруг глаз, перья на щеках и груди с тёмными кончиками.
Голос — громкая пронзительная трель, длящаяся несколько секунд.

## Подвиды и распространение
Выделяют два подвида:
- Syma megarhyncha sellamontis Reichenow, 1919 — северо-восток Новой Гвинеи (полуостров Хуон[англ.])
- Syma megarhyncha megarhyncha Salvadori, 1896 — номинативный подвид; Новая Гвинея (кроме полуострова Чендравасих). Популяции из западной части Новой Гвинеи (горные массивы Судирман и Вейлэнд[англ.]) иногда выделяют как подвид S. m. wellsi на основании незначительных различий в размерах тела и клюва[3].

Естественными местами обитания являются первичные и вторичные леса. Встречаются в основном на высоте от 1200 до 2200 м над уровнем моря, иногда до 760 м.

## Биология
Горная альциона охотится с присады в средних и верхних ярусах леса, добывает пищу среди листвы или на земле. В состав рациона входят насекомые, личинки, мелкие ящерицы. Биология размножения практически не исследована. Откладывает яйца в декабре в Папуа — Новой Гвинее. Гнездо располагается в норе в земляном валу или дупле дерева. В кладке два яйца.